# Jean de la Vallée
Pour les articles homonymes, voir de la Vallée.

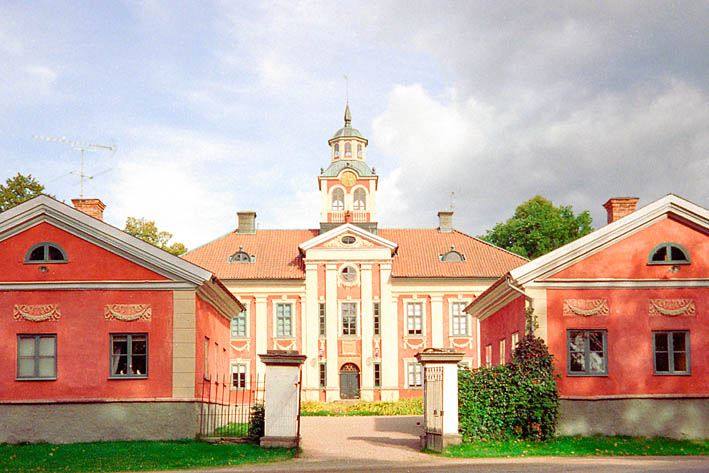
Château de Mariedal

Jean de la Vallée, né en 1624 en France et mort le 9 mars 1696 à Stockholm en Suède est un architecte, français de naissance, mais qui vécut et œuvra en Suède. Il fut dans ce pays l'un des architectes majeurs du XVIIe siècle.

## Biographie
Jean de la Vallée est le fils de Simon de la Vallée qu'il suivit en Suède dans son jeune âge. C'est par son père qu'il fut formé au savant métier d'architecte, puis il compléta son éducation par des voyages d'études en Italie et en France. À partir de 1650, il rentra exercer son art en Suède.  
Son père, qui fut tué par un noble suédois en 1642, avait commencé la construction de la maison de la noblesse à Stockholm. Simon de La Vallée reprit le chantier et le termina en 1660. Avant cela, il avait construit deux églises majeures dans le centre de Stockholm, l'église Catherine en 1656 et l'église Hedwige-Éléonore en 1658.
Il a aussi travaillé au service de nombreux nobles. Pour Magnus Gabriel de la Gardie, il projeta de remanier le château de Karlberg dans la capitale. Parmi d'autres exemples notables de son travail, on trouve le château de Skokloster, le palais de Bonde (aujourd'hui siège de la Cour suprême) et le remaniement du palais de Wrangel (aujourd'hui siège de la cour d'appel de Svea), tous deux situés à Riddarholmen dans le centre de Stockholm.
Il fut élu maire de Stockholm en 1671 et architecte en chef de la ville en 1680. Il est nommé architecte royal en 1691, puis il fut anobli en 1692.

## Son œuvre
Quelques œuvres importantes :
- Château de Mariedal, à Skara
- Château de Karlberg, Solna
- Château de Runsa entouré de jardins à la française, Upplands Väsby
- Château de Venngarn, Sigtuna
- Palais d'Axel Oxenstierna, Stockholm
- Palais Bonde, Stockholm
- Maison des chevaliers, Stockholm
- Église Katarina, Stockholm